# Sumberejo (Ngawen)
Sumberejo is een bestuurslaag in het regentschap Blora van de provincie Midden-Java, Indonesië. Sumberejo telt 1788 inwoners (volkstelling 2010).